# NVOCC
Un agente NVOCC (acrónimo inglés de Non Vessel Operating Common Carrier) es una persona natural o jurídica que oferta servicios regulares de consolidación marítima, a través de la reserva de espacio en buque para los envíos en representación del consignatario de buques.
Como intermediario en el ámbito del transporte marítimo de carga, una de sus principales funciones es la «consolidación», necesaria para alcanzar la rentabilidad en las líneas regulares. También se encarga de procesar la documentación, puede emitir conocimientos de embarque tipo Bill of Lading y realizar otras actividades relacionadas con el envío, como leasing de contenedores.
El NVOCC ofrece sus servicios a los transitarios, que a su vez los ofertan a las empresas receptoras o expedidoras de mercancías. En la actualidad el término NVOCC se utiliza en todo el mundo para identificar a los operadores neutrales de consolidación marítima.

## Origen
La figura del NVOCC aparece definida por primera vez en el Acta de Navegación (Shipping Act) de 1984 elaborada para regular el sector del transporte marítimo en Estados Unidos de América. El Acta define, entre otros, el intermediario de transporte oceánico refiriéndose al transitario o al NVOCC. Si se trata de un transitario, y para las operaciones realizadas en EE. UU., se entenderá que realiza los envíos desde EE. UU. por medio de un transportista y reservará o acordará disponer de espacio para estos envíos en representación del consignatario.